# White Swan Cyclecar Company
White Swan Cyclecar Company war ein US-amerikanischer Hersteller von Automobilen.

## Unternehmensgeschichte
George W. Tibbits gründete Anfang 1914 das Unternehmen im US-Bundesstaat Nevada. Das Büro befand sich aber in Los Angeles in Kalifornien. Im gleichen Jahr begann die Produktion von Automobilen, zunächst in einem Werk in Detroit in Michigan. Der Markenname lautete White Swan. Es gab Pläne, die Produktion in ein Werk nach Marysville in Kalifornien zu verlegen, die jedoch scheiterten. Noch 1914 endete die Produktion. Insgesamt entstanden nur wenige Fahrzeuge.

## Fahrzeuge
Im Angebot stand nur ein Modell. Es wurde als Cyclecar bezeichnet. Allerdings ist unklar, ob es die Kriterien erfüllte. Es hatte einen V2-Motor mit Luftkühlung. Er trieb über ein Zweiganggetriebe die Vorderachse an. Frontantrieb war damals unüblich. Das Fahrgestell hatte 229 cm Radstand und 142 cm Spurweite. Der Aufbau als Roadster bot Platz für zwei Personen nebeneinander. Die Fahrzeuge waren weiß lackiert, wie ein weißer Schwan.